# Nematopodius kusigematii
Nematopodius kusigematii är en stekelart som beskrevs av Setsuya Momoi 1970. Nematopodius kusigematii ingår i släktet Nematopodius och familjen brokparasitsteklar. Inga underarter finns listade i Catalogue of Life.